# Commelina capitata
Commelina capitata är en himmelsblomsväxtart som beskrevs av George Bentham. Commelina capitata ingår i släktet himmelsblommor, och familjen himmelsblomsväxter. Inga underarter finns listade.